# Sorolopha
Sorolopha är ett släkte av fjärilar. Sorolopha ingår i familjen vecklare.

## Dottertaxa tillSorolopha, i alfabetisk ordning[1]
- Sorolopha aeolochlora
- Sorolopha agalma
- Sorolopha agana
- Sorolopha agathopis
- Sorolopha archimedias
- Sorolopha arctosceles
- Sorolopha argyropa
- Sorolopha artocincta
- Sorolopha asphaeropa
- Sorolopha atmochlora
- Sorolopha auribasis
- Sorolopha authadis
- Sorolopha autoberylla
- Sorolopha bathysema
- Sorolopha bruneiregalis
- Sorolopha bryana
- Sorolopha callichlora
- Sorolopha camarotis
- Sorolopha caryochlora
- Sorolopha cervicata
- Sorolopha chlorotica
- Sorolopha chortodes
- Sorolopha compsitis
- Sorolopha cyclotoma
- Sorolopha delochlora
- Sorolopha dictyonophora
- Sorolopha doryphora
- Sorolopha dyspeista
- Sorolopha elaeodes
- Sorolopha englyptopa
- Sorolopha epichares
- Sorolopha euochropa
- Sorolopha eurychlora
- Sorolopha ghilarovi
- Sorolopha herbifera
- Sorolopha heteraspis
- Sorolopha homalopa
- Sorolopha hydrargyra
- Sorolopha khaoyaiensis
- Sorolopha leptochlora
- Sorolopha liochlora
- Sorolopha longurus
- Sorolopha margaritopa
- Sorolopha melanocycla
- Sorolopha mniochlora
- Sorolopha muscida
- Sorolopha nagaii
- Sorolopha nucleata
- Sorolopha oxygona
- Sorolopha parachlora
- Sorolopha phyllochlora
- Sorolopha plinthograpta
- Sorolopha plumboviridis
- Sorolopha prasinias
- Sorolopha ptilosoma
- Sorolopha rubescens
- Sorolopha saitoi
- Sorolopha semiculta
- Sorolopha sphaerocopa
- Sorolopha stygiaula
- Sorolopha temenopis
- Sorolopha tenuirurus
- Sorolopha timiochlora